# بمب‌گذاری‌های ۱۳۹۹ بامیان
بمب‌گذاری‌های ۱۳۹۹ بامیان به دو انفجار گفته می‌شود که در ۴ قوس/آذر ۱۳۹۹ در بازار شهر بامیان رخ داد. در نتیجه این انفجارها دستکم ۲۰ تن کشته و ۶۰ تن دیگر زخمی شدند. زنان و کودکان نیز در میان قربانیان این بمب‌گذاری‌ها حضور دارند. هرچند چندین تن در پیوند به این رویداد بازداشت شدند، اما گروهی تاکنون مسئولیت این حمله را بر عهده نگرفته‌است. در دو دههٔ پسین این نخستین بار است که انفجار بم یا مواد منفجرهٔ تعبیه شده در مرکز ولایت بامیان به وقوع می‌پیوندد.

## واقعه
حوالی ساعت ۱۶:۴۰ روز سه شنبه ۴ قوس/آذر ۱۳۹۹ دو انفجار در نزدیکی هتلی در بازار شهر بامیان بوقوع پیوست. به گفته سخنگوی وزارت کشور افغانستان، مواد انفجاری در مقابل فروشگاه انصاف در سرک‌نو شهر بامیان منفجر شده‌است. سخن‌گوی فرماندهی پولیس بامیان می‌گوید که دو انفجار در ساحهٔ چهار راهی شفاخانه و روبه‌روی هتل مامانجف رخ داده‌است. وی همچنین به رسانه‌ها گفته‌است که دو حلقه ماین یکی در جوی و دیگری در یک کراچی جاسازی شده بوده‌است. مقامات محلی در ولایت بامیان اعلام کرده‌اند که به‌دلیل وجود تهدیدات امنیتی و تأمین امنیت هرچه بیشتر، شهر بامیان از یک حوزه امنیتی به چهار حوزه امنیتی ارتقاء پیدا کرده‌است.

## قربانیان
اکثر قربانیان این حمله افراد غیرنظامی بودند که در نزدیکی محل انفجارها حضور داشتند. در میان قربانیان این بمب‌گذاری‌ها زنان و کودکان نیز حضور دارند.

## مسئولیت حمله
طارق آرین سخنگوی وزارت داخله افغانستان با نشر پیامی در تویتر گروه طالبان را عامل این انفجارها خواند. هرچند طالبان مسئولیت این انفجارها را بر عهده نگرفته‌است. منابع محلی در ولایت بامیان گفته‌اند که شش تن از عاملین انفجارها در شهر بامیان بازداشت شده و برخی از این افراد در تحقیقات ابتدایی به دست‌داشتن در انفجارهای چهارم قوس اعتراف کرده‌اند. سید انور رحمتی والی بامیان می‌گوید که بر اساس معلومات آن‌ها در این حادثه، شبکه حقانی نقش داشته‌است. وی همچنین به تحصن‌کنندگان گفت که بازداشت پنجمین فرد متهم، گمانه‌زنی‌های آن‌ها در مورد دست‌داشتن شبکهٔ حقانی را بیشتر کرده‌است.

## تحصن فعالین مدنی
چند روز پس از وقوع انفجارهای چهارم قوس در بامیان، برخی از فعالان مدنی و باشندگان بامیان خیمه تحصن برپا کردند. تحصن‌کنندگان خواستار چرایی و چگونگی وقوع این انفجارها در بامیان شدند. اسماعیل ذکی یکی از برپا کنندگان خیمهٔ تحصن به رسانه‌ها گفت که هدف از راه‌اندازی این حرکت اعتراضی، پاسخگو ساختن حکومت محلی و مرکزی است تا در پیوند به این حادثه به بامیانی‌ها پاسخ روشن و قناعت‌بخش ارائه کند. این خیمه تحصن حدود ۱۳ روز برپا بود و پس از آن تحصن‌کنندگان به تحصن خود پایان دادند.

## واکنش‌ها
- ریاست جمهوری افغانستان در اعلامیه‌ای ضمن محکوم کردن این حمله و غم‌شریکی با بازماندگان قربانیان و آسیب دیدگان این رویداد گفت «طالبان و سایر گروه‌های تروریستی متأسفانه در این اواخر با تشدید خشونت در نقاط مختلف کشور، افراد ملکی را هدف قرار می‌دهند و تأسیسات عام‌المنفعه را آسیب می‌رسانند.»
- سرور دانش معاون دوم ریاست‌جمهوری این حمله را تلاش ناکام دشمن و گروه‌های تروریستی در جهت گسترش دامنهٔ جغرافیای خشونت و ترس در کشور خواند. وی همچنین از اداره محلی بامیان و نهادها امنیتی خواسته که عاملان این رویداد شناسایی و به مردم معرفی شود.[۳]
- حامد کرزی رئیس‌جمهور سابق افغانستان این انفجار را محکوم کرده و آن را دسیسه علیه صلح و آرامش مردم افغانستان دانست.[۳]